# Lukrecije
Tit Lukrecije Kar (99. pr. Kr. - 55. pr. Kr.) je bio rimski pjesnik i filozof. Napisao je filozofski spjev O prirodi (lat. De rerum natura). U njemu je u heksametrima dao prikaz Epikurove filozofije. Cilj mu je bio da materijalističkim tumačenjem prirodnih pojava oslobodi čovjeka straha od smrti i okova religijskoga mišljenja. Njegovo djelo predstavlja vrhunsko ostvarenje didaktičke epike.